# Зигазинский сельсовет
Зигазинский сельсовет — муниципальное образование в Белорецком районе Башкортостана России.

## История
Согласно Закону о границах, статусе и административных центрах муниципальных образований в Республике Башкортостан имеет статус сельского поселения.

## Население
- 1939 год — 2562 чел.;
- 1961 год — 2659 чел.;
- 1969 год — 2375 чел.;

| 2002 | 2009  | 2010 | 2012 | 2013 | 2014 | 2015 |
| ---- | ----- | ---- | ---- | ---- | ---- | ---- |
| 1114 | ↗1242 | ↘871 | ↘826 | ↘810 | ↘790 | ↘775 |
| 2016 | 2017  |      |      |      |      |      |
| ↘766 | ↘741  |      |      |      |      |      |

## Состав сельского поселения
| № | Населённый пункт | Тип населённого пункта       | Население |
| - | ---------------- | ---------------------------- | --------- |
| 1 | Зигаза           | село, административный центр | ↘638      |
| 2 | Бутаево          | село                         | ↘100      |
| 3 | Бакеево          | село                         | ↘73       |
| 4 | Уметбаево        | деревня                      | ↘32       |
| 5 | Хайбуллино       | деревня                      | ↘27       |
| 6 | Сарышка          | деревня                      | ↗1        |

До декабря 1986 года в состав сельсовета входили кордон Карагаево и деревня Худайбердино, исключенные из учётных данных указом Президиума Верховного Совета Башкирской АССР от 12.12.1986 года №6-2/396 «Об исключении из учётных данных некоторых населенных пунктов».
Ранее в состав сельсовета также входил посёлок Кукашка, упразднённый 20 июля 2005 года.